# Грибок-теремок
«Грибок-теремок» — советский рисованный мультипликационный фильм 1958 года по сказке Владимира Сутеева «Под Грибом», поставленный режиссёром Владимиром Полковниковым. Герои — лесные звери, наделённые яркими человеческими характерами.

## Сюжет
Идёт муравей по лесу, несёт травинку. Начинается ветер, гроза и ливень. Муравей прячется под шляпку маленького грибка. К муравью подходит бабочка с промокшими крыльями, просит и её пустить под грибок. Муравей пускает бабочку, хотя самому под грибком тесно. На островке, среди ручейка, не знает, куда деваться мышка. Муравей и бабочка соглашаются принять мышку к себе под грибок.
А дождь с грозой всё сильнее. Начинается град. Приходит промокший, простуженный воробей — тоже просится под шляпку грибка. Воробья тоже пускают. Бежит заяц, просит спрятать его под грибом, за ним гонится лиса. Муравей говорит ему: «Куда ж мы тебя спрячем? Ты вон какой большой, а нас и так много!» Заяц плачет, оттого что от лисы ему негде спрятаться.
Друзья решают: чтобы спрятать зайца, кто-то должен выйти. Вызывается муравей. Он храбро вцепляется в нос лисе и гоняет её по лесу, пока она не начинает просить о пощаде, и убегает. Дождь заканчивается. Выходит солнце. Муравей зовет всех выбираться из-под грибка. Муравей удивляется, как ему одному под грибом тесно было, а потом всем место нашлось. Пробегающая мимо лягушка объясняет, что за время дождя гриб вырос и всех укрыл. Друзья подходят к грибку и хором благодарят его. А гриб отвечает: «…От грозы вас сердце доброе укрыло, а от врага — дружба спасла, так-то!»

## Отличие от книги
- В мультфильме лиса разоблачает обманувших, тогда как в книге она верит им на слово.
- В книге Воробей плакал. В мультфильме кашлял, но не плакал.

## Съёмочная группа
| Автор сценария             | Владимир Сутеев |
| Режиссёр                   | Владимир Полковников |
| Художники-постановщики     | Роман Качанов, Александр Дудников |
| Композитор                 | Алексей Соколов-Камин |
| Оператор                   | Нина Климова |
| Звукооператор              | Николай Прилуцкий |
| Ассистенты режиссёра       | Л. Горячева, В. Егорова |
| Художники-мультипликаторы: | Фаина Епифанова, Вячеслав Котёночкин, Елизавета Комова, Кирилл Малянтович, Мария Мотрук, Игорь Подгорский, Владимир Пекарь, Лев Попов, Борис Чани, Константин Чикин                                                                         |
| Роли озвучивали:           | Зинаида Бокарёва — Заяц, Ирина Потоцкая — Муравей, Агарь Власова — Воробей, Елена Понсова — Лиса / лягушка, Галина Новожилова — Бабочка, Леонид Пирогов — Грибок-теремок, Г. Сапожникова — Мышка, Серафим Аникеев — Кузнечик (нет в титрах) |

Съемочная группа приведена по титрам фильма.